# Xanthopimpla ornatipennis
Xanthopimpla ornatipennis är en stekelart som beskrevs av Cameron 1911. Xanthopimpla ornatipennis ingår i släktet Xanthopimpla och familjen brokparasitsteklar. Inga underarter finns listade i Catalogue of Life.